# 广州天省实验学校
广州天省实验学校（原名“广东实验中学附属天河学校”，简称“省实附中”，通称“天河省实”），位于中国广东省广州市天河区，是广州昊源集团有限公司属下广州实验教育发展有限公司的民办完全中学，于2005年创办，是广州市区内少数非楼盘配套学校之一。学校于2018年被评为广州市示范性普通高中。

## 校史
2004年4月29日，广东实验中学与广州市实验教育发展有限公司签订合作辦學協議書，宣布共同创办广东实验中学附属天河学校。
2005年6月，学校经广州市天河区教育局批准为全日制初级中学，并于同年9月开学。
2008年1月，学校经广州市教育局批准升格为完全中学。
2022年1月，为落实新修订的《中华人民共和国民办教育促进法实施条例》及相关配套规定的施行，广东实验中学附属天河学校更名为广州天省实验学校。

## 奖学金制度
省实附中作为民办学校，相比于公办学校需要更多的学费，但与很多民办学校不同的是该校有奖学金的制度即“昊源奖学金”。据悉，省实附中一学期的学费就需要19400元，而对于中考成绩超过提前批录取高分优先投档线10分或以上、综合评价为A的高中新生，即可获得12万元的“昊源新生奖”；小于10分则可获6万元奖学金。昊源奖学金奖励在校优秀学生最高2万元。“昊源毕业生奖”则奖励高考被北大、清华、港大或港科大正式录取并如期入学的学生每人20万元。